# Saint-Martin-des-Landes
Saint-Martin-des-Landes is een gemeente in het Franse departement Orne (regio Normandië) en telt 183 inwoners (2005). De plaats maakt deel uit van het arrondissement Alençon.

## Geografie
De oppervlakte van Saint-Martin-des-Landes bedraagt 11,5 km², de bevolkingsdichtheid is 15,9 inwoners per km².
De onderstaande kaart toont de ligging van Saint-Martin-des-Landes met de belangrijkste infrastructuur en aangrenzende gemeenten.

## Demografie
Onderstaande figuur toont het verloop van het inwonertal (bron: INSEE-tellingen).